# Mathias Ulrich
Pour les articles homonymes, voir Ulrich.
Mathias Ulrich, né en 1801 à Weimerskirch (France) et mort dans la nuit du 3 au 4 novembre 1863 à Luxembourg (Luxembourg), est un juriste, fonctionnaire et homme politique luxembourgeois.

## Biographie
À la suite des élections législatives du 28 septembre 1848, Mathias Ulrich est élu à la Chambre des députés pour le canton de Diekirch. En raison de sa nomination au gouvernement, il est remplacé par Vendelin Jurion.
Du 2 décembre 1848 au 22 septembre 1853, Mathias Ulrich est administrateur général de l'Intérieur
(chargé provisoirement des portefeuilles des Travaux publics de l'État et des communes) — soit l'équivalent de ministre de l'Intérieur aujourd'hui — au sein du gouvernement dirigé par le président du conseil Jean-Jacques Willmar,.
Par arrêté royal grand-ducal du 2 novembre 1853, il reçoit une nomination en tant que juge au tribunal d'arrondissement de Diekirch.
Mathias Ulrich rejoint à nouveau la Chambre des députés en 1856. Membre de l'Assemblée des États de 1857 à 1860, il représente le district de Diekirch. Lors de la session extraordinaire du 11 janvier 1858 et en raison de son ancienneté au sein du Parlement — le « doyen d'âge » —, il est désigné pour présider les débats.
Par arrêté royal du 29 décembre 1860, il reçoit une nomination provisoire au poste de directeur de l'Administration des contributions, des accises et du cadastre. Après avoir accepté cette nomination provisoire, il démissionne de son mandat de député à l'Assemblée des États.
Il meurt dans la nuit du 3 au 4 novembre 1863 à l'âge de 62 ans à Luxembourg.